# Grupo Argos
Grupo Argos é um conglomerado colômbiano e que atua nas areas de cimentos, concreto, produção e distribuição de energia elétrica através de sua empresa Celsia, imobiliário e infra-estrutura, foi fundado em outubro de 1936 e é um dos maiores grupos empresariais da colômbia.

## Empresas do grupo
- Cementos Argos - atua na produção de cimento e concreto
- Celsia - atua na produção e distribuição de energia elétrica
- Compas - atua na area infra-estrutura do grupo
- Sator - atua na area de mineração, é uma das maiores empresas desse remo na colômbia
- Situm - atua na area imobilíaria do grupo